# Comité Europeo de Deportes Gaélicos
El Comité Europeo de Deportes Gaélicos (en irlandés: Cumann Luthchleas Gael na hEorpa) o Europe GAA) es uno de los comités regionales fuera de Irlanda y se ocupa de organizar los deportes gaélicos en Europa continental.

## Formato de competición
Para proporcionar similares oportunidades de victoria a todos los participantes, el comité europeo adoptó un sistema de "rondas" en forma de torneos que se juegan mensualmente en diferentes países.
Anualmente se juegan 6 u 8 rondas. Cada ronda (o torneo) se juega en un lugar diferente y en un solo día y se organiza en forma de liguilla o de todos contra todos, según el número de equipos. Cuando es necesario se juega una ronda clasificatoria para poder otorgar puntos por posición. 
Cada equipo se lleva un número acordado de puntos según su clasificación final: 25 puntos para el ganador, 20 puntos para el segundo, 10 puntos para los semifinalistas, etc.
Tras participar en un número mínimo de rondas, la suma total de puntos de todos las rondas determinan el ganador de cada temporada.

## Equipos registrados
| País       | Club |
| ---------- | --- |
| Alemania   | Na Fianna (Bremen), Frankfurt Sarsfields, München Colmcilles, Nordrhein Westfalen Exiles, St. Kilians (Würzburg) |
| Austria    | Viena Gaels |
| Bélgica    | Belgium GAA, EC Gaelic Club of Brussels |
| Dinamarca  | Copenhagen GFC |
| España     | Barcelona Gaels, Costa Gaels, Éire Og Seville, Madrid Harps, Iruña Noamh Fermin, Sant Vicent València, A Coruña Fillos de Breogán, Ártabros de Oleiros, Irmandinhos A Estrada, Mecos FG Ogrobe, Cambados FG, Dorna FG Villa de arousa, Keltoi Vigo, Auriense FG, Herdeiros de Dhais FG |
| Finlandia  | Northern Gaels HC |
| Francia    | París Gaels (París), Entente gaélique de Haute-Bretagne (Liffré), Gaelic Football Bro-Leon (Brest), NEC Football Gaélique (Nantes), Gwenrann football gaélique (Guérande), Gwened Football Gaélique (Vannes), Tolosa Despòrt Gaelic (Toulouse), Lutetia Celtiques (París), Ar Gwazi Gouez (Rennes), Dogues Gaelic Football Club (Saint-Malo), Gaelic football Bro Sant-Brieg (St Brieuc), Lugdunum CLG (Lyon), Dragons Eire'Lempdais (Clermont-Ferrand), Gaelic Football Club Niort |
| Guernsey   | Guernsey Gaels |
| Holanda    | Ámsterdam GAC, Den Haag, St. Martin's (Groningen), Maastricht Gaels |
| Hungría    | Budapest Rangers |
| Italia     | Padova Gaelic Football |
| Luxemburgo | Luxembourg Gaelic Sports Club |
| Noruega    | Oslo Gaels |
| Rusia      | Moscow Shamrocks |
| Suecia     | Gothenburg, Malmö, Sweden |
| Suiza      | Inneoin Zúrich HC |

## Fútbol gaélico
Desde 2006, la competición masculina de fútbol gaélico se decide en una base regional. Europa Continental se divide en cinco regions: Benelux, Central y Oriental, Iberia, Noroccidental y Escandinavia. De febrero a agosto, los equipos compiten en la categoría regional y los dos primeros de cada grupo se clasifican para el campeonato europeo. El resto de equipos juegan la copa Europa. El campeonato y la copa se deciden de septiembre a noviembre.

### Campeonato
| Año  | Ganador           | Finalista   |
| ---- | ----------------- | ----------- |
| 2010 |                   |             |
| 2009 | Den Haag          | París Gaels |
| 2008 | Bruselas Bélgica  | París Gaels |
| 2007 | GSC Luxembourg    |             |
| 2006 | Den Haag          |             |
| 2005 | París Gaels       |             |
| 2004 | Múnich Colmcilles |             |
| 2003 | París Gaels       |             |
| 2002 | Den Haag          |             |
| 2001 | París Gaels       |             |

### Copa
| Año  | Ganadores               | Finalistas           |
| ---- | ----------------------- | -------------------- |
| 2010 |                         |                      |
| 2009 | Copenhague              | Frankfurt Sarsfields |
| 2008 | Copenhague              |                      |
| 2007 | Ar Gwazi Gouez (Rennes) |                      |
| 2006 | Maastricht Gaels        |                      |

## Fútbol femenino
Con el aumento del número de equipos, en 2010 cuenta ya con 9 rondas programadas.
| Año  | Ganadores        | Finalistas  |
| ---- | ---------------- | ----------- |
| 2010 |                  |             |
| 2009 | Brussels Belgium | París Gaels |
| 2008 | Brussels Belgium |             |
| 2007 | París Gaels      |             |
| 2006 | GSC Luxembourg   |             |
| 2005 | Holland          |             |
| 2004 | GSC Luxembourg   |             |
| 2003 | GSC Luxembourg   |             |
| 2002 | GSC Luxembourg   |             |
| 2001 | Brussels Belgium |             |

## Hurling
| Año  | Ganadores      | Finalistas        |  |
| ---- | -------------- | ----------------- |  |
| 2010 | TBC            | TBC               |  |
| 2009 | Belgium GAA    | Den Haag          |  |
| 2008 | GSC Luxembourg | Brussels GAA      |  |
| 2007 | Den Haag       | GSC Luxembourg    |  |
| 2006 | Inneoin Zúrich | Brussels GAA      |  |
| 2005 | Inneoin Zúrich | Múnich Colmcilles |  |
| 2004 | Inneoin Zúrich | Múnich Colmcilles |  |
| 2003 | Den Haag       | Inneoin Zúrich    |  |
| 2002 | Den Haag       | Inneoin Zúrich    |  |

## Camogie
| Año  | Ganadores      | Finalistas |
| ---- | -------------- | ---------- |
| 2010 |                |            |
| 2009 |                |            |
| 2008 | GSC Luxembourg |            |